# Парк інституту імені Володимира Філатова
Парк інститу́ту ім. В. П. Філа́това — парк-пам'ятка садово-паркового мистецтва місцевого значення в Україні. Об'єкт природно-заповідного фонду Одеської області. 
Розташований у місті Одеса, Французький бульвар, 49/51. 
Площа — 6,0945 га. Статус отриманий у 2008 році. Перебуває у віданні: Інститут очних хвороб і тканинної терапії імені В. П. Філатова НАМН України. 

## Галерея

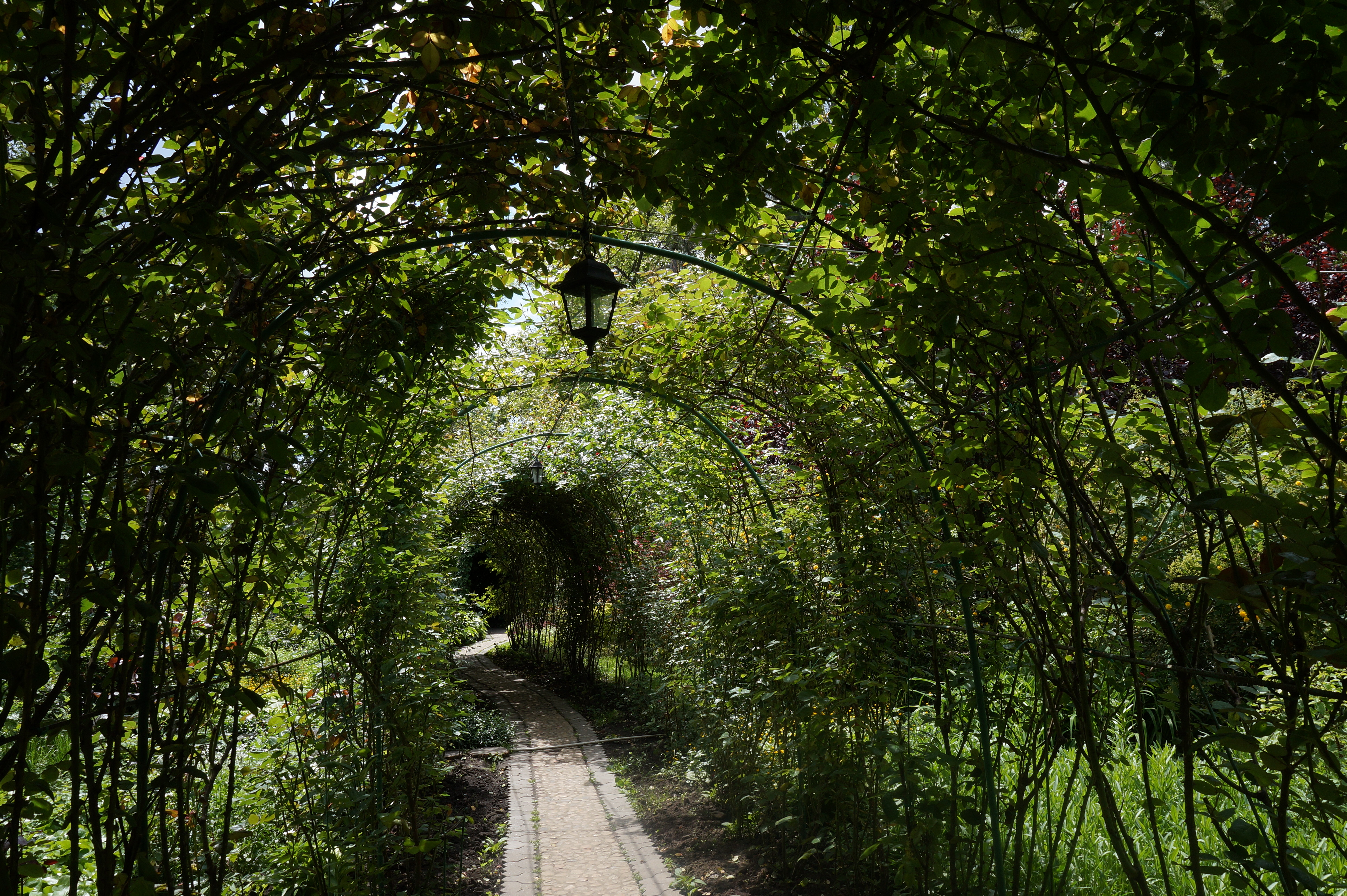
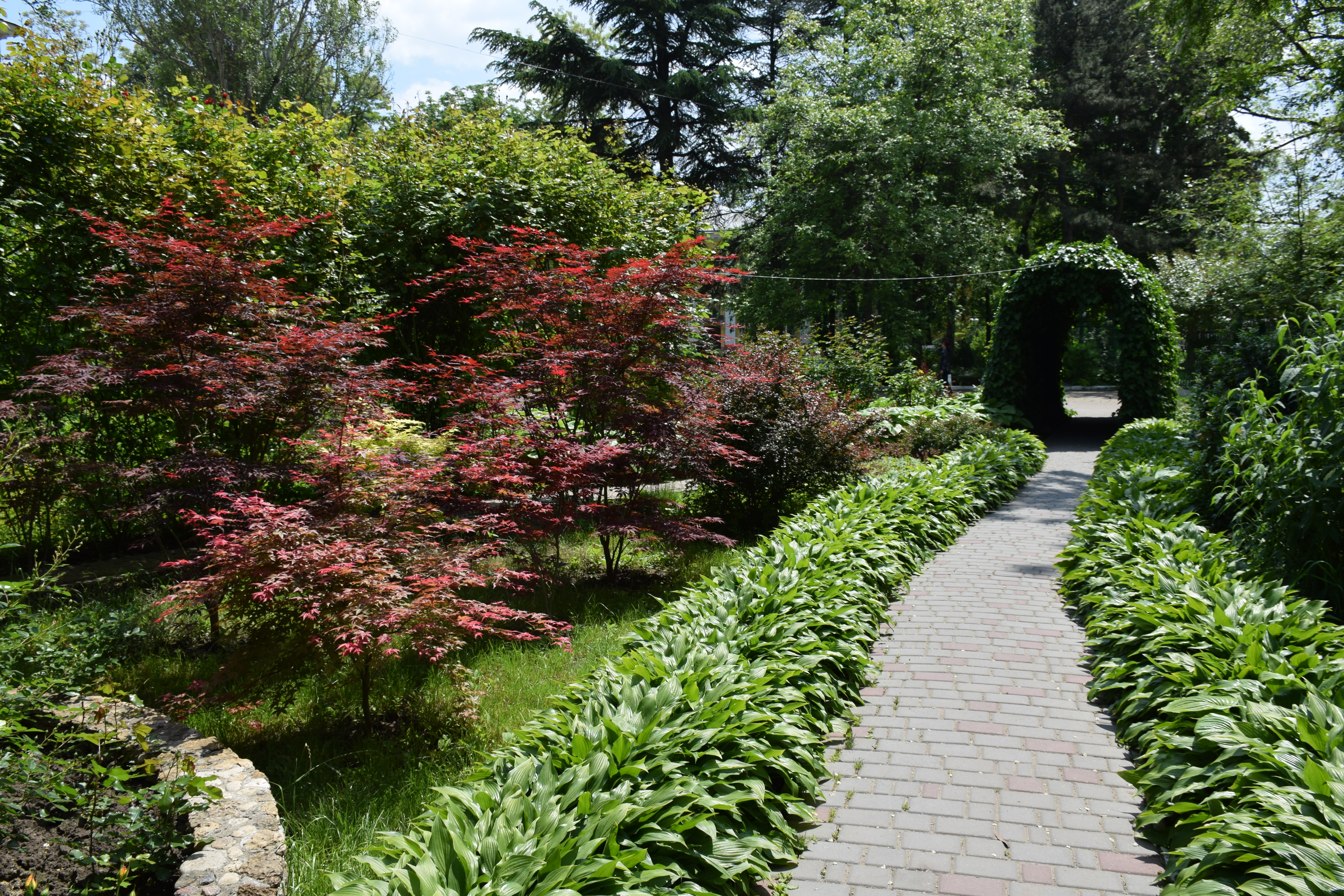
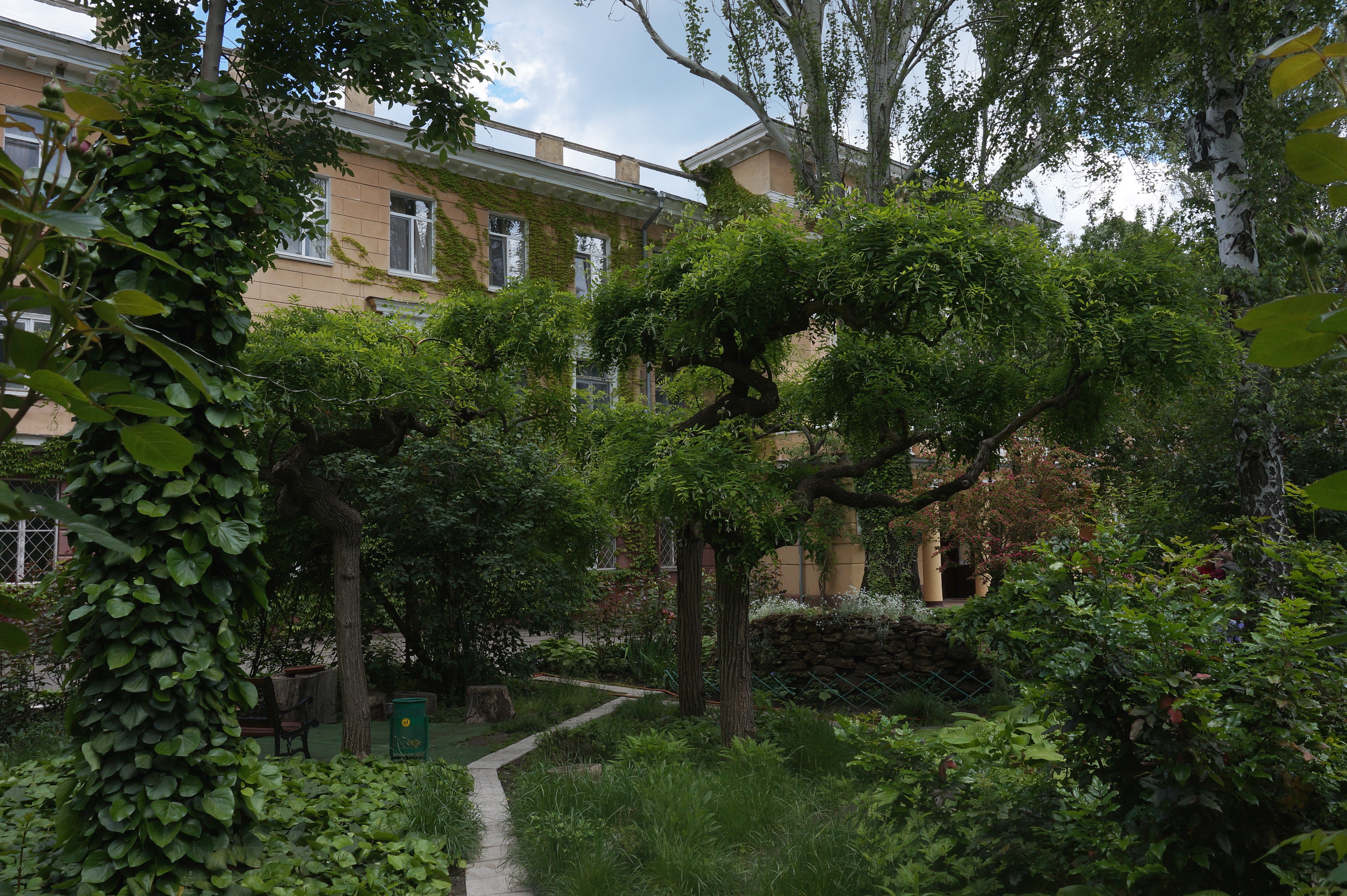
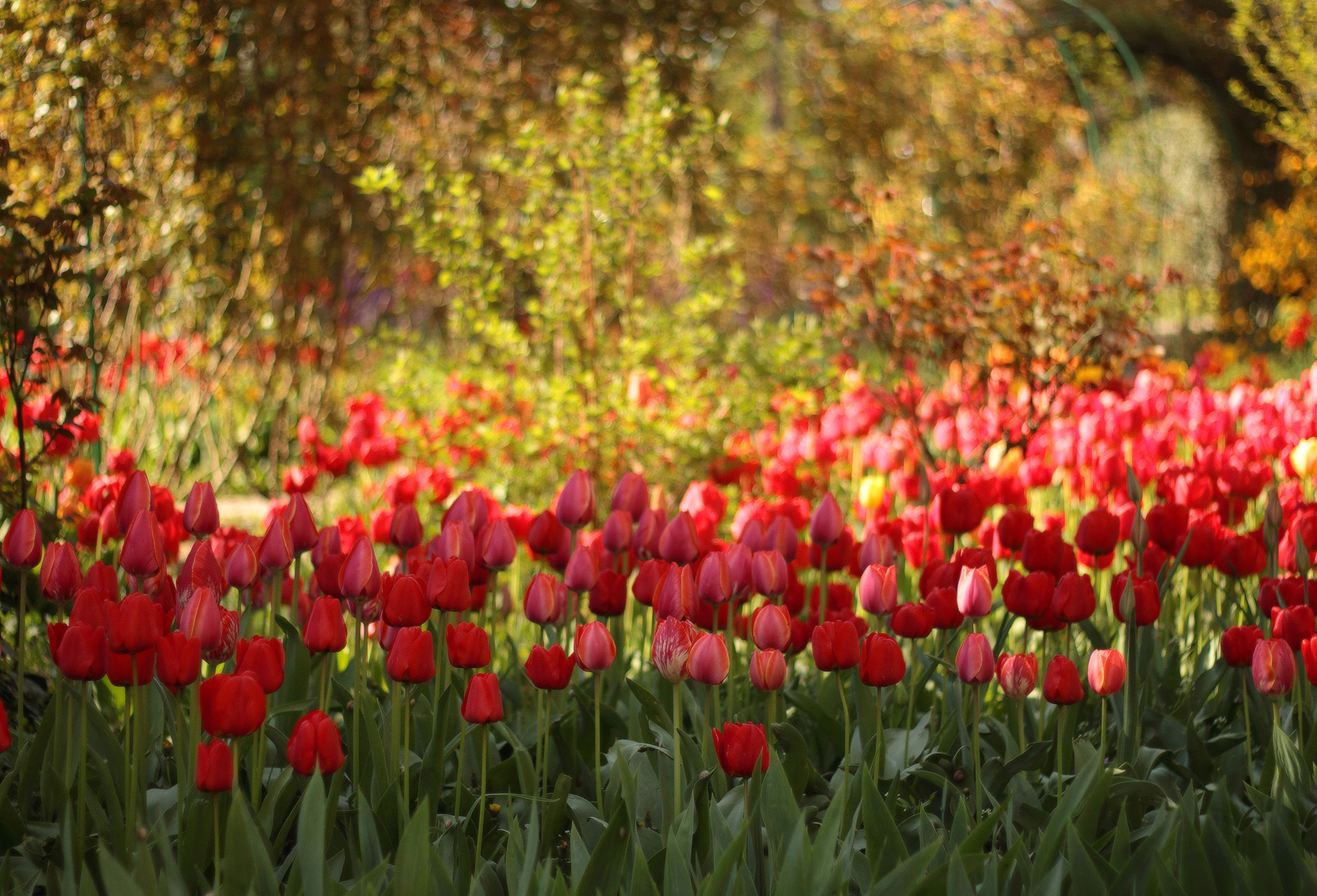
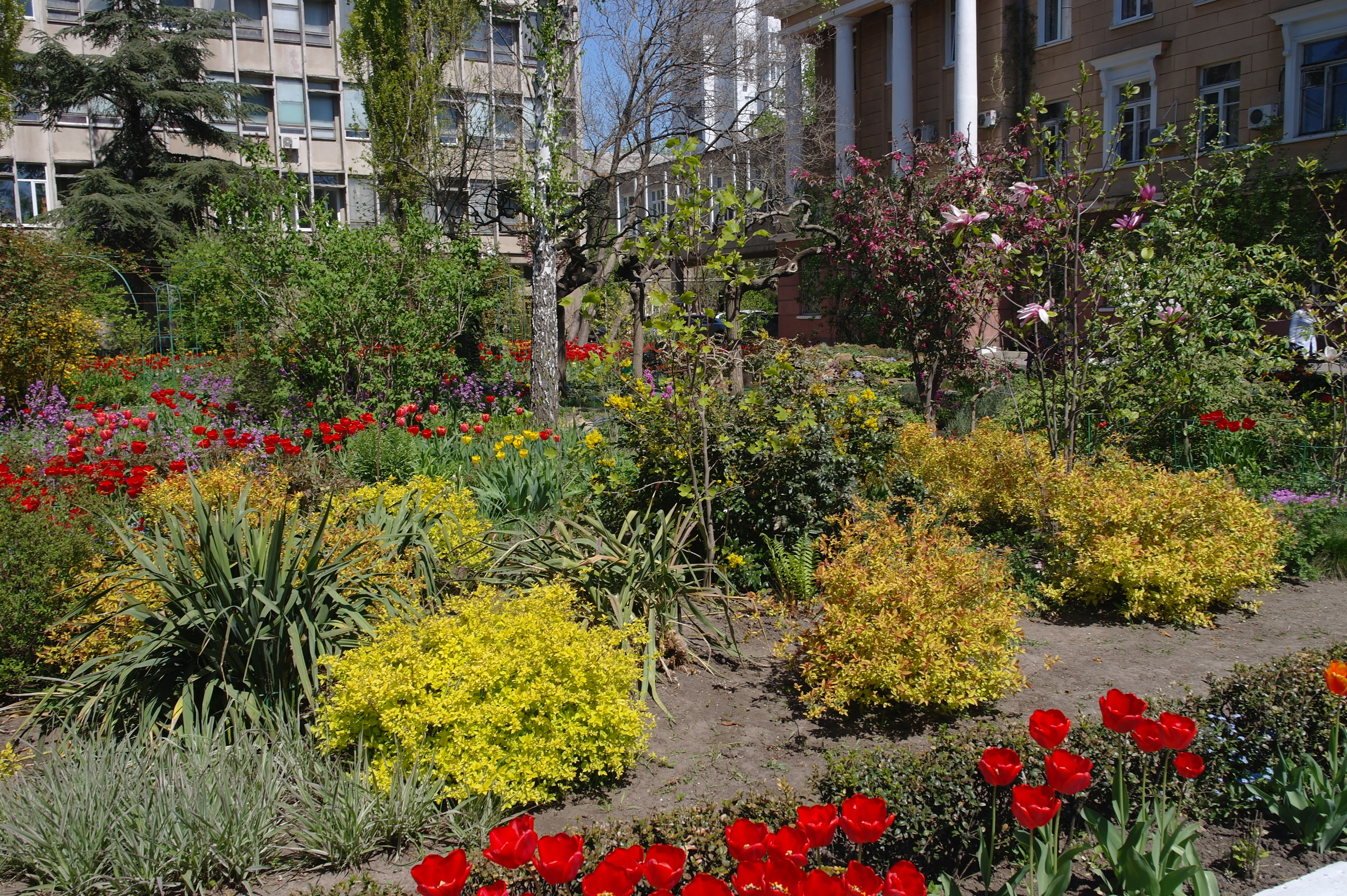
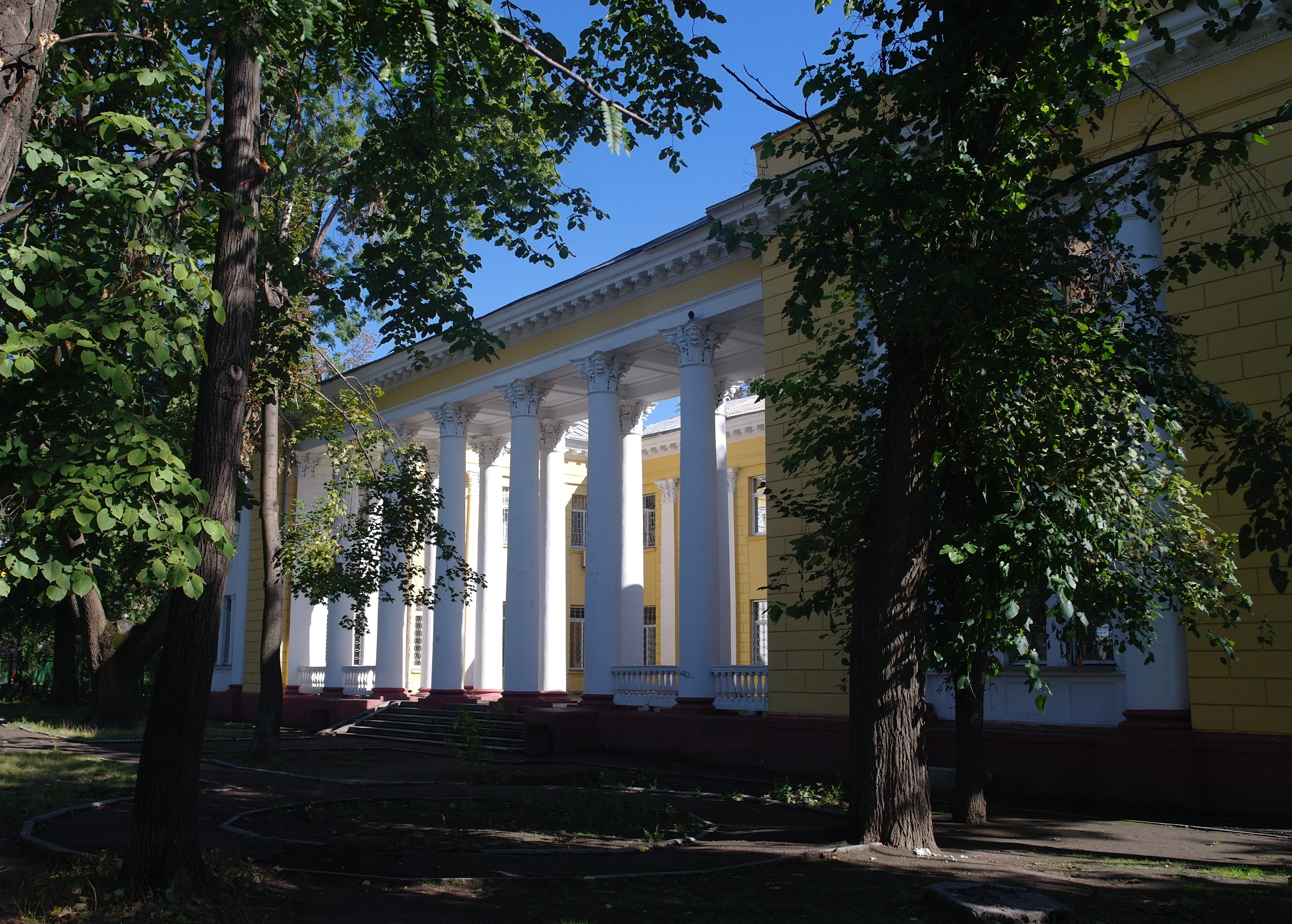